# Obrona Bastogne
Obrona Bastogne – bitwa o belgijskie miasto Bastogne w Ardenach stoczona w dniach 19–26 grudnia 1944 r. przez amerykańską 101 Dywizję Powietrznodesantową i wspomagające ją jednostki w całkowitym okrążeniu przeciwko wojskom niemieckim na froncie zachodnim II wojny światowej. Jeden z najważniejszych epizodów ofensywy w Ardenach.

## Przygotowania obrońców i pierwsze starcia
Generał Anthony McAuliffe, któremu powierzono obronę Bastogne, otrzymał tylko jeden, bardzo prosty rozkaz od swojego przełożonego, generała Troya Middletona – „Utrzymaj tę pozycje za wszelką cenę”. Oficerowie obu stron zdawali sobie sprawę z pierwszorzędnego znaczenia strategicznego, jakie miało miasto dla przebiegu całej niemieckiej ofensywy.
Przed niemiecką ofensywą, w Bastogne mieścił się sztab VIII Korpusu pod dowództwem generała Troya Middletona, ale kiedy stało się oczywiste, że miasto to będzie stanowiło następny cel ataku, generał zdecydował o przeniesieniu sztabu do odległego o 32 km, bezpieczniejszego Neufchateau. Do bezpośredniej obrony wyznaczono 101 Dywizję Powietrznodesantową, która odpoczywała we Francji po fiasku operacji Market-Garden. Podczas gdy niedobitki jednostek, które wycofywały się ze wschodu i z północy ustalały prowizoryczną obronę rogatek Bastogne, a spadochroniarze przybywali do miasta, prawie cała artyleria należąca do VIII Korpusu (sześć batalionów haubic 155 mm i 203 mm oraz dział 155 mm) przeniosła się na północ od Neufchateau. Nie dała rady dotrzeć na wcześniej przygotowane pozycje obronne, które zostały zajęte przez Niemców.
Pierwsza kolumna ciężarówek z żołnierzami 101 Dywizji dotarła do opłotek Bastogne o godz. 9:00 19 grudnia. Zdążali oni jednak nie do samego Bastogne, ale do położonego na północ od niego Werbomont. Aby uniknąć potężnego korka drogowego, pułkownik Shereburne zdecydował się przejechać bezpośrednio przez Bastogne, a nie jak planował początkowo, obok niego. Był to niezmiernie szczęśliwy dla Amerykanów zbieg okoliczności, gdyż w prawie samym centrum miasta kolumna ciężarówek natknęła się na generała McAuliffe’a który poinformował Shereburne’a, że Werbomont jest już zajęte przez Niemców i rozkazał mu przyjęcie pozycji obronnych w północnej części Bastogne. To właśnie ci żołnierze odparli pierwszy, próbny niemiecki atak na miasto. Gdyby nie trzeźwa decyzja Shereburne’a, Bastogne zostałoby najprawdopodobniej zajęte przez Niemców już pierwszego dnia.
W momencie, kiedy pierwsze oddziały 101 Dywizji zaczęły być rozmieszczane wokół Bastogne, do miasta zaczęły przybywać również inne jednostki – część 10 Dywizji Pancernej, resztki rozbitego 110 Pułku Piechoty i oddziały 9 Dywizji Pancernej. Wkrótce dołączono do nich trzy bataliony artylerii 155 mm i dodatkowy batalion artylerii polowej oddelegowane ze stacjonującej się na północy 9 Armii. Z tego samego źródła, nieco później pojawił się bardzo potrzebny 705. batalion niszczycieli czołgów. Te mieszane siły amerykańskie miały wkrótce stawić czoła dwóm dywizjom pancernym i dwóm dywizjom piechoty szybko zbliżającej się niemieckiej 5 Armii Pancernej.
Ciężkie walki które odbyły się już w nocy 19 grudnia i przez cały następny dzień na północ i wschód od Bastogne już od początku postawiły obrońców w bardzo trudnej sytuacji. Zarówno szeregowi żołnierze jak i wyższe dowództwo wątpili w możliwość utrzymania miasta; z ich punktu widzenia przewaga niemiecka była przytłaczająca i zajęcie Bastogne przez wroga było kwestią jednego lub dwóch dni. W tym czasie Patton dopiero zaczynał bardzo trudny manewr zmiany osi ataku całej armii, a samo uderzenie 3 Armii na niemieckie skrzydło w celu przebicia się do Bastogne miało się zacząć dopiero 22 grudnia.

### Decyzja o wycofaniu wojsk
Następnego dnia sztab 21 Grupy Armii wydał ustny rozkaz nakazujący ewakuację z Bastogne wszystkich żołnierzy 101 Dywizji Powietrznodesantowej i wszystkich innych oddziałów tam przebywających. W dalszej części rozkazu polecono, aby artyleria VIII korpusu rozpoczęła baraż w celu ukrycia i zabezpieczenia wycofujących się oddziałów.
Rozkaz ten wywołał spore zamieszanie w sztabie korpusu, który sądził, że już wcześniej zdecydowano się bronić Bastogne aż do nadejścia odsieczy. Co więcej, istniało duże prawdopodobieństwo, że wycofujące się oddziały mogą się zderzyć z nadciągającymi właśnie dywizjami pancernymi Waffen-SS, co byłoby tragiczne w skutkach dla lekko uzbrojonych żołnierzy amerykańskich. Dodatkowy problem stanowił fakt, że artyleria korpuśna nie była w stanie przeprowadzić odpowiedniej nawały ogniowej z powodu jej nieodpowiedniego ustawienia, a przestawienie wszystkich działonów w inne miejsce zabrałoby przynajmniej jeden dzień. Innym jeszcze problemem było słabe rozpoznanie i szwankująca koordynacja ognia artylerii przez piechotę, przez którą obawiano się ostrzelania własnych oddziałów.
Pomimo tych wszystkich problemów, po długiej dyskusji sztab korpusu zaczął się przygotowywać do wykonania rozkazu, kiedy otrzymano następny, ustny rozkaz, aby zignorować poprzednie polecenie, gdyż droga Bastogne-Neufchateau znajduje się całkowicie w rękach nieprzyjaciela. W czwartek, późnym rankiem, droga pomiędzy Bastogne i Neufchateu została ostatecznie przerwana przez Niemców i całkowite okrążenie Bastogne stało się faktem. Miasto stało się samotną enklawą obrony wśród terenu zajętego przez wroga, który uznał za konieczne zajęcie go z powodu krzyżujących się tam ważnych szlaków drogowych oraz aby kontynuować ofensywę na zachód bez nieprzyjacielskiej placówki pozostawionej na swoich tyłach.

## Oblężenie

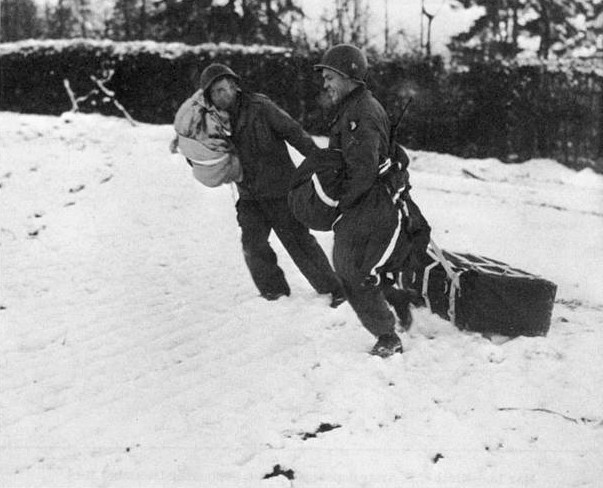
Amerykańscy spadochroniarze ciągną w stronę linii obronnych zasobnik z zaopatrzeniem w okolicach Bastogne

W nocy 21 grudnia 101 Dywizja Powietrznodesantowa odesłała na zachód puste już ciężarówki, którymi przywieziono zaopatrzenie. Ewakuacja pojazdów odbyła się w ostatnim momencie, ostatnie pojazdy zostały ostrzelane przez pierwsze elementy nadciągającej niemieckiej 2 Dywizji Pancernej. Nie było już więc żadnej możliwości uzupełnienia zapasów drogą lądową, a niska podstawa chmur, śnieżyca i gęsta mgła uniemożliwiały start samolotów.
Następne dwa dni były serią niemieckich ataków przypuszczanych z różnych kierunków. Dzięki temu, że Niemcy nie zdecydowali się na jeden duży atak z kilku kierunków naraz, ale próbowali przebijać się kolejno w kilku miejscach, które według ich podejrzeń były słabiej bronione, obrońcy mieli czas na przerzucanie żołnierzy z jednego miejsca na drugie. Amerykanie znajdowali się pod nieustanną presją nie tylko ze strony Niemców, ale także niesprzyjającej pogody. Linie obrony przebiegały przez lasy i pola, większość obrońców nie miała dachu nad głową, a grudzień 1944 roku był najzimniejszym miesiącem odkąd zaczęto notować temperatury.
22 grudnia wczesnym rankiem do obrońców podeszło czterech Niemców, w tym oficer z białą flagą, który zażądał bezwarunkowej kapitulacji Bastogne. Kiedy obudzono generała McAuliffe'a, aby pokazać mu niemiecki dokument, odpowiedział on tylko jednym słowem, nuts (po polsku bzdura lub gówno). Żartobliwa i buńczuczna zarazem odpowiedź dowódcy obrony Bastogne była później bardzo często powtarzana w okopach i wydatnie przyczyniła się do podratowania morale żołnierzy.

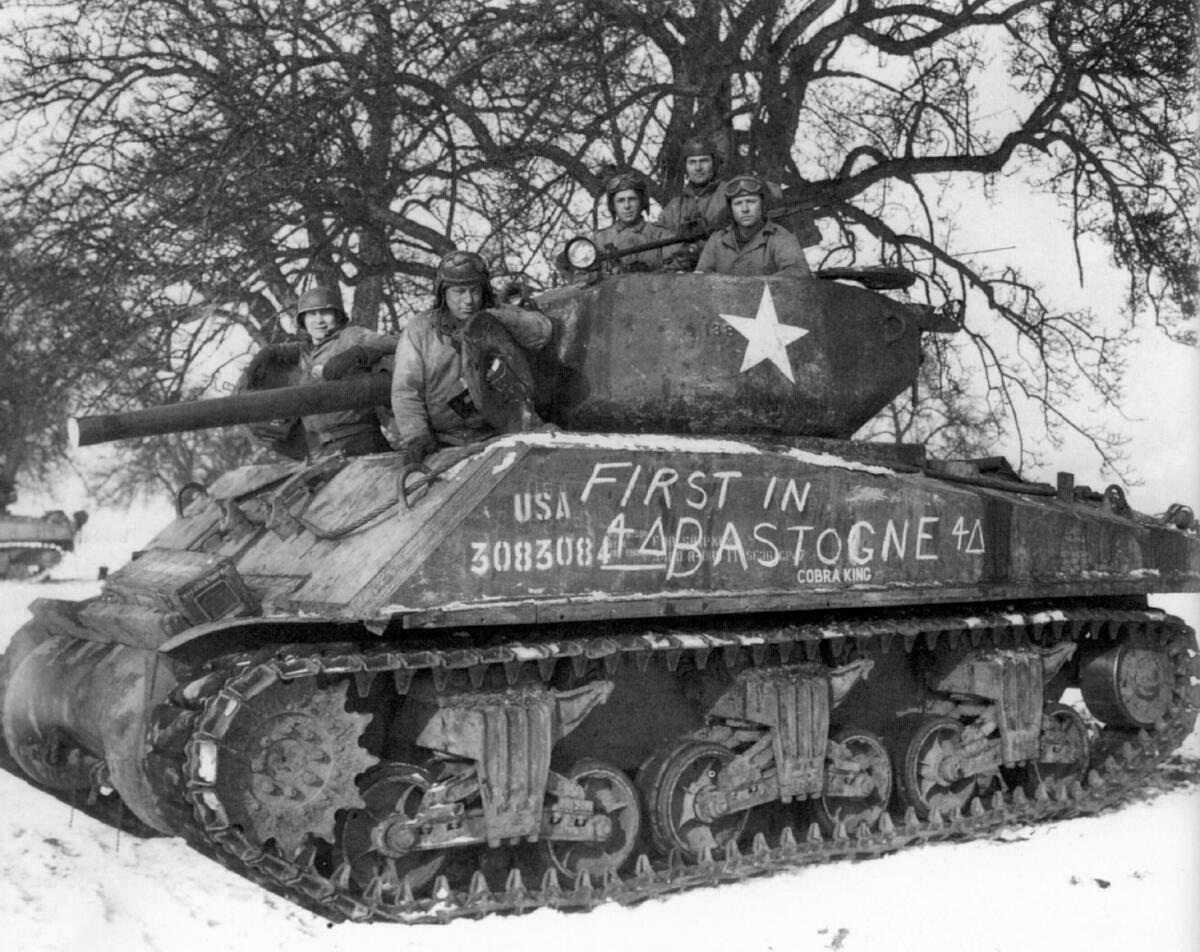
Czołg M4 Sherman o numerze taktycznym 3083084 i kryptonimie Cobra King pod dowództwem por. Charlesa Boggessa, który jako pierwszy dotarł do oblężonego Bastogne 26 grudnia 1944 r.

23 grudnia nastąpiła jednak nagła zmiana pogody. Przestał padać śnieg, zza chmur wyszło słońce, ale za to temperatura jeszcze bardziej się obniżyła. Czyste niebo pozwoliło w tym dniu na start samolotów alianckich, które, gdyby nie ostra zima, dawno już panowałyby w powietrzu. W tym dniu zrzucono 1446 pojemników z zaopatrzeniem, co bez wątpienia ocaliło obrońców Bastogne. Żołnierzom pozostały już tylko ostatnie magazynki, często od dwóch dni nie mieli nic w ustach, a punktom opatrunkowym skończyły się medykamenty, brakowało nawet sortów mundurowych. Warte podkreślenia jest to, że zaopatrzenie dostarczano nie tylko w formie zrzutów z silnikowych samolotów C-47, ale także przy użyciu szybowców wojskowych w ramach operacji Repulse.
Pomimo zrzuconego zaopatrzenia i wsparcia myśliwców bombardujących P-47 Thunderbolt sytuacja obrońców nie uległa dużej poprawie. Spadochroniarze ponosili coraz więcej strat własnych i stracili większość ciężkiego sprzętu. Temperatury wciąż były tak niskie, że zanotowano przypadki przymarzania kół pojazdów do ziemi, a wieże niektórych z niszczycieli czołgów M10 Wolverine przymarzły do kadłuba i nie mogły być obracane. Połowa karabinów nie nadawała się do użytku z powodu zamarznięcia zamków.
Dzień 24 grudnia minął na ciężkich walkach z Niemcami i bez obiecanej pomocy z zewnątrz. Nacierająca od strony Neufchateau niemiecka 5 Dywizja Pancerna była już tylko 8 km od Bastogne. W Wigilię Bożego Narodzenia wzrósł ponadto dystans dzielący zwykłych żołnierzy i oficerów, kiedy wyższe szarże spożyły w kwaterze dowodzenia generała MacAuliffe'a uroczystą kolację wigilijną, podczas gdy do okopów przywieziono jedynie zamarznięte plastry indyka i zimną kawę. Generał MacAuliffe złożył swoim żołnierzom życzenia świąteczne.
Dokładnie o północy w kościele St. Pierre (św. Piotra) w centrum Bastogne rozpoczęła się pasterka. Uczestniczyli w niej prawie wszyscy żołnierze niepełniący tego wieczora służby. Jednocześnie ani na moment nie ustawały walki na froncie. W Boże Narodzenie w okopach śpiewano kolędy, głównie międzynarodową Cichą noc.

### Przełamanie okrążenia

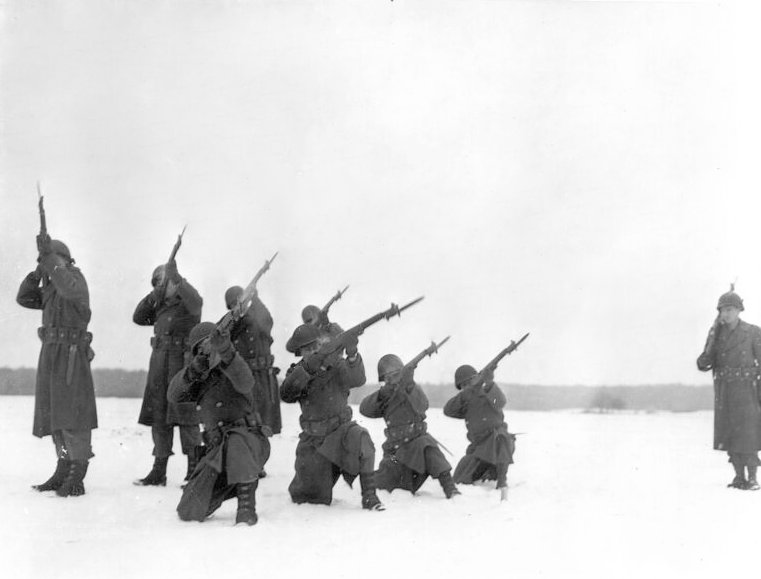
Amerykańscy żołnierze oddają salwę honorową na polu bitwy na cześć poległych obrońców Bastogne, 22 stycznia 1945 r.

37. batalion czołgów należący do 5 Dywizji Pancernej, pod dowództwem podpułkownika Creightona Abramsa (który później został czterogwiazdkowym generałem i szefem sztabu armii) otrzymał rozkaz zajęcia Sibret, małego miasteczka położonego 11 km od Bastogne. Wiedział jednak, że miasto było bardzo silnie bronione, podczas gdy Assenois, mała wieś pomiędzy nim a Bastogne, dużo słabiej obsadzona. Zdecydował więc zmienić plan przełamania. Zaatakował Assenois i przejął je bez problemu, potem zaś kontynuował atak w kierunku Bastogne. 26 grudnia, tuż przed godziną 17:00 cztery czołgi z jego batalionu dotarły do linii obrońców.

## Następstwa
Korytarz wybity przez linie wroga, w pierwszym momencie bardzo wąski i zagrożony ponownym przerwaniem, szybko został poszerzony i zabezpieczony. Po wzmocnieniu pozycji, III Korpus na prawej (wschodniej) flance i VIII Korpus, wzmocniony dywizją pancerną i ciągle przebywającą w Bastogne dywizją powietrznodesantową zaatakowały wybrzuszenie w linii frontu w celu jego zlikwidowania. Pomimo sprzeciwu niektórych żołnierzy i dowódców niższego szczebla, wyczerpanych walką w okrążeniu, w ataku tym wzięła także udział 101 Dywizja Powietrznodesantowa. Dywizja otrzymała jednak bardzo ograniczone zadanie zlikwidowania małego wybrzuszenia w linii frontu w lesie Bois Jacques. Po oczyszczeniu lasu w pierwszej połowie stycznia 1945 r., brawurowym ataku na Foy 13 stycznia i zajęciu Noville 101 Dywizja Powietrznodesantowa zakończyła swoje walki w Ardenach w mieście Rachamps 17 stycznia, po czym została wycofana do Alzacji. Z tego miasta wojska amerykańskie atakowały na południe, aby połączyć się z Brytyjczykami w Houffalize, wieńcząc zwycięsko bitwę ardeńską.